# 9А52-4 Торнадо
9А52-4 Торнадо је најновији руски универзални вишецевни бацач ракета. Конструисан је као лакша и универзална верзија система БМ-30 Смерч, добивши ознаку 9A52-2. Први пут је представљен 2007 године као бољи тактички и стратешки мобилни лансер, мада је на рачун тога код њега мало умањена ватрена моћ. Овај модел има за циљ да замени претходну генерацију руских вишецевних бацача ракета, укључујући моделе БМ-21 Град, БМ-27 Ураган и БМ-30 Смерч. Једини тренутни корисник овог система су руске копнене снаге. Једна од верзија овог система највероватније ће бити намењена за извоз.

## Конструкција
9А52-4 Торнадо је систем базиран на шасији возила КамАЗ-63501 8x8 који је војне намене, што му омогућава добру тактичку покретљивост. Опремљен је једним контејнером са 6 лансирних цеви за 300 мм ракете (мада има и верзија са 8 и 15 цеви), који може испаљивати све постојеће врсте ракета намењених систему Смерч, укључујући високо-парчадно експлозивне, запаљиве, термобраичне, касетне са противпешадијским или противтенковским минама. Касетно пуњење може такође садржати самонаводеће противтенковске пројектиле. Стандардна ракета масе 800 кг има максималан домет до 90 km. Систем за корекцију домета и правца омогућава већу прецизност у односу на своје претходнике.
Торнадо 9A52-4 може испаљивати ракете појединачно, са делимичним таласом ракета или пуним плотуном, који може да покрије површину од 32 хектара. Пуни плотун може бити испаљен за 20 секунди. Лансирно возило 9A52-4 може бити напуњено ракетама за време од 8 минута. Лансирни контејнери су дизајнирани за употребу 122 мм и 220 мм ракета.
Бојеви систем опремљен је аутоматским системом за стабилност и системом за контролу ватре, заједно са независним сателитским системом навођења и позиционирања. Подаци о позиционирању и размештању се размењују између лансирног и командног возила.

## Размештање
Руске копнене снаге добиле су 30 система Торнадо-Г у току 2012. године, заменивши системе БМ-21 Град. Унапређење у виду система Торнадо-С биће побољшано изменама у виду Глоснас сателитског система навигације који се користи код система Смерч. Унапређена верзија Торнадо-С имаће вођене ракете са дометом кретања од 120 km. Торнадо-С ће имати већи домет и већу ефктивност, захваљујући употреби нових бојевим пуњењем и скраћеним временом за припрему приликом гађања које је сведено на свега 3 минута. Лансер Торнадо-Г ушао је у серијску производњу 2013. год. Ланер је ступио у службену употребу руских оружаних снага 2014. године.

## Варијанте
Систем 9A52-4 Торнадо је лаки вишецевни бацач ракета. Постоје и друга два система; модуларни вишецевни бацач ракета базирана на МЗКТ-79306 камиону, који може да носи два лансирна модула са ракетама за систем БМ-27 Ураган или БМ-30 Смерч, и други који је базиран на Камаз 6x6 камиону. Систем Торнадо-Г представља надоградњу постојећег пакета БМ-21 Град. Руска влада је поручила 36 нових Торнадо-Г који су смештени на Камаз 6x6 шасији, уместо старих система који су били смештени на камионима Урал-4320.
9A53-4 не треба мешати са другим системима који су слично означени и припадају Торнадо породици:
- 9A53-Г Торнадо (2x15 1x40 један 120мм унапређени БМ-21 Град модуларни вишецевни бацач ракета, смештен на Камаз камион или на Урал-4320).
- 9A53-U Торнадо (2x8 2x6 220мм унапређени БМ-27 Ураган Град, модуларни вишецевни бацач ракета, смештен на MЗКТ-79306).
- 9A53-S Торнадо (2x6 2x4 300мм унапређени BM-30 Смерч, модуларни вишецевни бацач ракета, смештен на MЗКТ-79306).

## Опште карактеристике

### 9A52—4 Торнадо
- Шасије: КамАЗ-63501.
- Трајање плотуна: 6 ракета за 20 секунди.
- Време пуњења: 8 мин.

## Ракетни пројектили
| Варијанта | Варијанта                                                   | Ракета | Ракета | Бојева глава | Бојева глава                                      | Време самоуништења | Домет | Домет  |
| Назив     | Тип                                                         | Тежина | Дужина | Тежина       | Пуњење                                            | Време самоуништења | Мин.  | Макс.  |
| --------- | ----------------------------------------------------------- | ------ | ------ | ------------ | ------------------------------------------------- | ------------------ | ----- | ------ |
| 9M55K     | Касетна бомба, противпешадијска                             | 800 кг | 7.6 м  | 243 кг       | 72 × 1.75 кг, each with 96 fragments (4.5 g each) | 110 сек            | 20 км | 70 км  |
| 9M55K1    | Касетна муниција, самонавођена противтенковска              | 800 кг | 7.6 м  | 243 кг       | 5 × 15 кг                                         |                    | 20 км | 70 км  |
| 9M55K4    | Касетна муниција, Противтенковска мина.                     | 800 кг | 7.6 м  | 243 кг       | 25 × 5 кг mines                                   | 24 часа            | 20 км | 70 км  |
| 9M55K5    | Високо-експ-прот-теновска мина/Високо експлозивно-парчадно. | 800 кг | 7.6 м  | 243 кг       | 646 × 0.25 кг (120 mm RHA armor-piercing)         | 260 сек            | 20 км | 70 км  |
| 9M55F     | разделна Високо експлозивно-парчадна.                       | 800 кг | 7.6 м  | 258 кг       |                                                   |                    | 20 км | 70 км  |
| 9M55S     | Термобарична                                                | 800 кг | 7.6 м  | 243 кг       |                                                   |                    | 20 км | 70 км  |
| 9M528     | Високо експлозивно-парчадна.                                | 815 кг | 7.6 м  | 243 кг       | 7.6 м                                             |                    | 25 км | 100 км |

## Корисници
- Руска Федерација: 76 јединица у служби.[4][5][6][7]